# Denkstörung
Denkstörungen sind Beeinträchtigungen des Denkvorgangs, die bei entsprechender Intensität und Dauer auf eine psychisch oder körperlich begründete Krankheit verweisen. Das medizinische Wörterbuch Pschyrembel empfiehlt als Definition von einer „Störung des Denkprozesses, der Verknüpfung der einzelnen Denkakte (z. B. einzelne Gedanken, Prämissen und Konklusionen) oder des Denkinhalts“ auszugehen. In der Psychopathologie stellen Denkstörungen eine Gruppe von Symptomen dar, die bei verschiedenen neurologischen und psychischen Erkrankungen ebenso wie bei Intoxikationen auftreten können.
Für die Diagnose wird das alltägliche und verhaltensrelevante Denken beurteilt, wie es sich in Gesprächen und in der Organisation des Alltags zeigt. Intelligenz und Merkfähigkeit werden als separate Kategorien gesehen und spielen keine zentrale Rolle bei der Beurteilung geistig-psychischer Gesundheit und der Diagnostik von Denkstörungen. Kognitive Fähigkeiten wie Aufmerksamkeit, Arbeitsgedächtnis und exekutive Funktionen können dagegen nicht als unabhängig von den Denkstörungen betrachtet werden. Denn solche neuropsychologischen Defizite spielen bei vielen psychischen Störungen eine wichtige Rolle. Sie können das Alltagsdenken durchaus beeinflussen oder mit Denkstörungen wechselwirken und sollten daher unbedingt berücksichtigt werden.
Es werden formale und inhaltliche Denkstörungen unterschieden. Gleichwohl ist eine eindeutige Abgrenzung nicht bei jedem Symptom möglich. Formale Denkstörungen sind Beeinträchtigungen des Denkablaufs, sie beeinflussen beispielsweise die Geschwindigkeit des Denkens. Inhaltliche Denkstörungen betreffen die Themen des Denkens. Die Inhalte sind übertrieben oder falsch oder werden als unsinnig und quälend empfunden. Dies können Vorstellungen und Überzeugungen über die Umwelt oder die eigene Person sein oder sich aufdrängende Gedanken.
Das Verhältnis zwischen Form und Inhalt des Denkens ist deutlich komplexer, als es diese einfache Zweiteilung andeutet. Sie eignet sich jedoch gut für die grobe Beschreibung und Einteilung pathologischer Phänomene und hat sich entsprechend etabliert. Formale und inhaltliche Denkstörungen können unabhängig voneinander oder gemeinsam auftreten und dabei auch vermischt erscheinen. In schwacher Form sind viele Merkmale der Denkstörungen Bestandteil des normalen Erlebens und sind nicht zwingend ein Hinweis auf eine psychische Störung. Erst durch häufige und schwere Ausprägung oder eine Beeinträchtigung der Lebensführung werden sie klinisch relevant und können dann ein wesentliches Merkmal einer psychischen Behinderung sein.

## Alltagsdenken
Das Alltagsdenken ist in Gesprächen und in der Organisation des Alltags beobachtbar. Es lässt sich von Denkweisen unterscheiden, die für die Bearbeitung kognitiver Tests oder die Problemlösefähigkeit entscheidend sind. Viele Patienten, denen die Bewältigung des Alltags aufgrund einer psychopathologisch formalen Denkstörung nicht gelingt, weisen keine oder nur eine geringe Intelligenzminderung auf. Die Schwierigkeiten der Betroffenen sind häufig nicht auf Probleme bei formalen logischen Schlüssen zurückzuführen.
Das Alltagsdenken lässt sich mit vier zentralen Elementen beschreiben. Der erste Schritt ist die Auswahl eines Denkinhalts, z. B. eine Frage oder ein Bedürfnis. Durch das Halten des Denkinhalts im Arbeitsgedächtnis wird es zum Denkziel. Die selektive Aufmerksamkeit ermöglicht es, auch entfernte Aspekte (weitere Denkinhalte) im Denkverlauf mit einzubeziehen. Im Arbeitsgedächtnis werden die neuen Denkinhalte mit dem Denkziel in Beziehung gesetzt, bis das Denkziel erreicht ist.
Von entscheidender Bedeutung für das Alltagsdenken ist die Selektion vieler einströmender Informationen, das Halten des Denkziels sowie der Zwischenergebnisse und die Kontrolle über längere Denkabläufe. Leichte Einschränkungen dieser Fähigkeiten sind nicht zwingend ein Hinweis auf eine psychische Störung. Bei vielen psychiatrischen oder neurologischen Krankheitsbildern ist das Alltagsdenken jedoch in einem Ausmaß gestört, dass selbst die Bewältigung des Alltags ohne Berufsanforderungen erschwert ist.

## Formale Denkstörungen

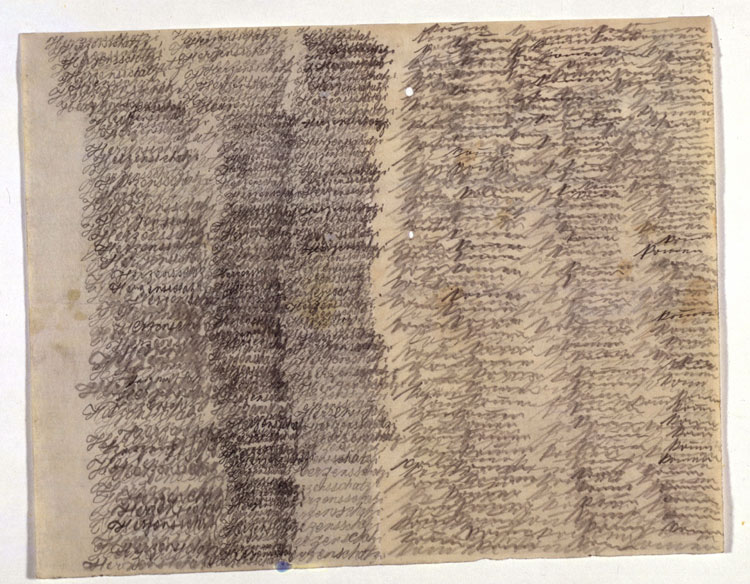
Auch im schriftlichen Ausdruck können Denkstörungen sichtbar werden, wie dieser Brief einer Frau zeigt, die zu jenem Zeitpunkt psychotisch erkrankt war. Das gesamte Blatt ist mit Wiederholungen des Schriftzugs „Herzensschatzi Herzensschatzi Herzensschatzi“ auf der linken Seite und „komm, komm, komm“ auf der rechten Seite überfüllt. Die einzelnen Zeilen überlappen sich so weit, dass kaum noch ein Wort zu erkennen ist.

Formale Denkstörungen sind Störungen des Denkablaufs, die sich in sprachlichen Äußerungen zeigen. Es kann sich dabei um Veränderungen der Geschwindigkeit, der Kohärenz und der Stringenz des Gedankenablaufs handeln. Denkstörungen können bei emotionaler Belastung besonders deutlich werden.
Für formale Denkstörungen existiert keine einheitliche systematische Ordnung. Die verschiedenen Symptome haben bei ihrer Zuordnung häufig Überlappungen untereinander. Die Abgrenzung zu inhaltlichen Denkstörungen ist nicht immer eindeutig, wie beispielsweise beim eingeengten Denken.
Die folgende Einteilung der formalen Denkstörungen kann als Einteilung in engerem Sinne verstanden werden. Sie wäre von einer Einteilung im weiteren Sinne zu unterscheiden, bei der verschiedene der im Folgenden eher syndromal erfassten Störungen unter dem Oberbegriff der Kohärenz zusammengefasst werden. Dies geschieht infolge nicht eindeutiger Abgrenzbarkeit dieser eher syndromalen Bezeichnungen im Sinne einer logisch zufriedenstellenden Definition. Das Lehrbuch von Bleuler ordnet daher zum Beispiel ausdrücklich das ideenflüchtige Denken den manischen Zuständen zu, das gehemmte Denken den depressiven Zuständen, das zerfahrene Denken den Schizophrenien und das verarmte Denken den chronischen diffusen Hirnerkrankungen.

### Merkmale nach dem AMDP-System
Im AMDP-System werden zwölf Begriffe zur Beschreibung formaler Denkstörungen angeführt, die folgend dargestellt werden. Die meisten Informationen zur Klassifizierung werden dabei durch Beobachtung in einem Gespräch gewonnen. Merkmale, die aus der Beschreibung des subjektiven Erlebens des Betroffenen gewonnen werden, sind mit einem entsprechenden Hinweis versehen.

#### Denkhemmung
Das Denken wird subjektiv als unregelmäßig gebremst, verlangsamt oder blockiert empfunden, als ob es gegen einen inneren Widerstand vollzogen werden müsse. Im Unterschied zum verlangsamten Denken geht es hier um die Empfindung der betroffenen Person, nicht um eine Fremdwahrnehmung.

#### Denkverlangsamung
Das Denken ist kontinuierlich verzögert und erscheint verlangsamt und stockend; ein Gedanke kann nicht oder nicht sofort zu Ende gedacht werden. Hier geht es anders als bei der hiervon abzugrenzenden Denkhemmung um eine durch andere Personen wahrgenommene Veränderung (Fremdwahrnehmung). Dies ist zum Beispiel bei (gehemmten) Depressionen oder Bewusstseinstrübungen möglich.

#### Umständliches Denken
Wesentliches kann nicht von Nebensächlichem getrennt werden. Der inhaltliche Zusammenhang des Denkens ist hier zwar stets gewahrt, verliert sich aber in unwesentlichen Details. Das Denken wirkt weitschweifig, pedantisch oder kleinkrämerisch und ist nicht straff auf eine Zielvorstellung ausgerichtet.

#### Eingeengtes Denken oder Gedankenarmut
Hier sind der inhaltliche Denkumfang und die geistige Flexibilität eingeschränkt. Das eingeengte Denken ist fixiert auf einige wenige Bewusstseinsinhalte und die Gedanken kreisen um nur wenige Themen. Es fehlt ein Überblick und verschiedene Gesichtspunkte können nicht einbezogen werden. Der Wortschatz ist verringert und teilweise können auch Gedächtnisinhalte verlorengegangen sein. Trotz Angeboten kann der Betroffene das Thema nicht oder nur schwer wechseln. Patienten können das als ein Nicht-Loskommen von bestimmten Gedanken wahrnehmen.
Bei Gedankenarmut oder Gedankenleere enthält das Denken zu wenige Inhalte und ist verbindungsarm, ideenlos und ohne Einfälle. Dies kann sowohl durch den Betroffenen selbst als auch durch einen Untersucher beobachtet werden. Vorkommen ist möglich bei bestimmten Formen der Schizophrenie (z. B. Schizophrenia simplex) oder schizoider Persönlichkeitsstörung, aber auch bei Demenz, schwerer depressiver Denkhemmung und Zwangsstörungen.

#### Perseveration
Der gleiche Gedanke muss immer wieder gedacht werden, er wiederholt sich wie in einer Schleife und das Denken bleibt daran haften. Im Gespräch werden zuvor gemachte Worte und Angaben häufig wiederholt, selbst wenn sie nicht mehr in den aktuellen Zusammenhang passen. Vorkommen möglich z. B. bei schizoaffektiver Depression, bei Schizophrenie, Zwangsstörungen oder auch bei Frontalhirnsyndrom.

#### Grübeln
Unablässige, gedankliche Beschäftigung mit häufig unangenehmen Themen, die nicht zielführend ist. Es wird aus der Beschreibung des introspektiven Erlebens des Betroffenen erfasst. Im Kontrast zum eingeengten Denken ist im Gespräch der Wechsel auf andere Themen ohne Schwierigkeiten möglich.

#### Gedankendrängen (auch Gedankenjagen)
Der Betroffene fühlt sich dem Druck vieler verschiedener Einfälle oder Gedanken ausgeliefert. Ähnlich der Ideenflucht, nur geht es hier um die Empfindung der betroffenen Person, nicht um eine Fremdwahrnehmung. Gedankendrängen wird als mögliches Symptom bei Manie und Schizophrenie erwähnt.

#### Ideenflucht bzw. Gedankenflucht
Das Denktempo kann erhöht sein. Dem Betroffenen gehen  in kurzer Zeit sehr viele Gedanken durch den Kopf, teilweise auch mehrere Gedanken gleichzeitig. Dabei sind die Assoziationen gelockert und die Gedanken sprunghaft. Die Themen werden ständig gewechselt und der Betroffene kann nicht bei einem Gedankengang bleiben. Vorkommen häufig bei Manie und auch bei Gesunden, insbesondere unter Einfluss von stimulierenden psychoaktiven Substanzen wie Alkohol, Koffein, Cannabis oder Amphetamin.

#### Vorbeireden
Auf gestellte Fragen wird nicht eingegangen, obwohl sie inhaltlich verstanden sowie erfasst wurden, die Antwort bekannt oder offensichtlich ist und keine Absicht bestand, die Frage unbeantwortet zu lassen.

#### Gedankenabreißen und gesperrtes Denken
Das Gedankenabreißen ist eine vom Betroffenen selbst empfundene plötzliche Unterbrechung des sonst flüssigen Gedankengangs ohne eine erkennbare Ursache oder Motivation. In der Fremdwahrnehmung von außen wird dies als gesperrtes Denken beobachtet.

#### Inkohärentes oder zerfahrenes Denken
Die einzelnen Gedanken und Gesprächsteile bleiben ohne Zusammenhang, sie sind unlogisch, bruchstückhaft und zerfahren. Teilweise bestehen die Gedanken nur noch aus einzelnen Wörtern oder Wortfetzen (Schizophasie, „Wortsalat“ als extreme formale Denkstörung bei Schizophrenie), auch möglich bei der „verworrenen Manie“.

#### Neologismen
Hierbei handelt es sich um Wortneubildungen (Neolalie) und Privatsymbolik, teilweise werden auch gegensätzliche oder ähnliche Wörter zu einem neuen Wort zusammengesetzt (Kontamination). Dies ist beispielsweise möglich bei Schizophrenie oder bei frühkindlichem Autismus.

### Weitere Formen
Das AMDP-System kann nicht alle Variationen formaler Denkstörungen abdecken. Im Folgenden sind weitere Formen dargestellt, die in der Psychopathologie allgemein anerkannt sind und sich nicht einem der Begriffe des AMDP-Systems zu- oder unterordnen lassen.

#### Konkretismus
Metaphern und Redewendungen werden nicht in ihrer übertragenen Bedeutung verstanden, sondern wörtlich genommen. Häufig bei Formen des Autismus.

## Inhaltliche Denkstörungen
Von inhaltlichen Denkstörungen spricht man, wenn das Denken von übertriebenen oder falschen Vorstellungen bzw. von Fehlinterpretationen an sich realer Wahrnehmungen bestimmt ist, die für Außenstehende nicht nachvollziehbar sind, oder der Betroffene selbst die Denkinhalte als unsinnig und quälend empfindet. Dazu zählen der Wahn, die überwertige Idee und die Zwangsgedanken.

### Zwangsgedanken
Zwangsgedanken sind ich-dystone Gedanken, Impulse oder (auch bildhafte) Vorstellungen, die sich wiederkehrend aufdrängen und als unsinnig oder unangebracht empfunden werden. Sie können einerseits als ungewollte Einfälle auch gegen inneren Widerstand auftreten und lösen dabei zumeist Unbehagen, Anspannung oder Angst aus; ihre Inhalte sind häufig bedrohlich, aggressiv, blasphemisch oder obszön. Andererseits können Zwangsgedanken willkürlich auftreten und wie Zwangshandlungen der Reduktion von Anspannung oder Angst dienen. Auch Fehlinterpretationen realer Gegebenheiten sowie pathologischer Zweifel kommen als Zwangsgedanken vor. Allerdings besteht bei Zwangsgedanken, anders als beim Wahn, zumindest ein gewisses Maß an Einsicht in die verzerrte Wahrnehmung.

### Überwertige Idee
Eine überwertige Idee (auch: fixe Idee) ist ein dauerhaft lebensbestimmender Leitgedanke, der Motivation, Antrieb und Volition (Willensbildung) beeinflusst und mit intensiver Emotionalität besetzt ist. Personen mit einer überwertigen Idee sind subjektiv von diesem Leitgedanken überzeugt und ihr Handeln ist davon getragen. Das Denken kann dabei perseverierend um die damit verbundenen Vorstellungen kreisen und andere Gedanken verdrängen. Die daraus resultierende Vernachlässigung alltäglicher Aufgaben der Lebensbewältigung führt zu Isolation, Selbstvernachlässigung und Verschrobenheit. Die Person ist für Gegenstandpunkte und Einwände nur schwer zugänglich. Fortschreitend wird die Verwirklichung der eigenen Überzeugungen entgegen allen Widerständen zum Lebensziel. Häufig ist eine überwertige Idee bei religiösen Fundamentalisten oder politischen Fanatikern anzutreffen und steht dem Wahn und den Zwangsstörungen nahe.
Im Gegensatz zum Wahn oder Wahneinfall kann sich eine Person mit einer überwertigen Idee noch mit der Möglichkeit auseinandersetzen, eventuell eine fehlerhafte Vorstellung zu haben, wobei der Verlauf zum Wahn fließend ist. Bei der Übernahme einer überwertigen Idee durch Dritte bestehen Übergänge zum induzierten Wahn.
Ferner besteht eine Ich-Syntonie: Die Gedanken werden nicht als unangemessen oder unangenehm empfunden, wie es bei  Zwangsstörungen der Fall ist. Die Ablehnung der Zwangsgedanken (Ich-Dystonie) kann u. a. mit zunehmender Chronifizierung einer Zwangsstörung abnehmen und damit stufenlos zur überwertigen Idee übergehen.

### Wahn
In der Psychopathologie ist der Wahn gekennzeichnet durch eine lebensbestimmende falsche Überzeugung eines Menschen, die mit seiner sozialen und kulturellen Realität nicht in Einklang zu bringen ist und die für ihn zweifelsfrei gewiss ist. Alle damit verbundenen Gedanken, Ideen und Vorstellungen werden für den Betroffenen als ich-synton und unmittelbar evident erlebt; sie bedürfen keines Beweises und keiner Überprüfung. Der Wahn kann bei Psychosen, bei verschiedenen Formen der Schizophrenie, bei Manie, bei psychotischer Depression oder auch isoliert als wahnhafte Störung auftreten.

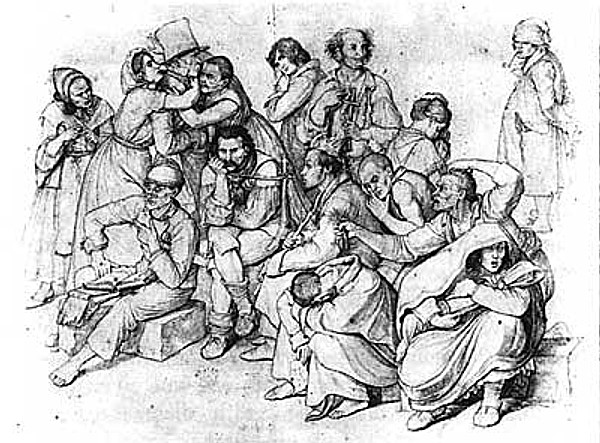
Wahnkranke im Narrenhaus in einer Zeichnung von Wilhelm von Kaulbach um 1834

Obgleich sich die Psychopathologie eingehend mit dem Wahn als psychische Störung auseinandergesetzt hat, existiert keine allgemein anerkannte Definition. Im Folgenden werden die Schwierigkeiten der einzelnen Aspekte der genannten Definition beschrieben.
Die Fehlerhaftigkeit der Überzeugung wird nicht immer als notwendig erachtet und bisweilen ist eine Überprüfung oder Widerlegung der Annahmen schwierig oder unmöglich (etwa bei Wahn mit religiösen Inhalten). Weiterhin sind irrationale Vorstellungen nicht in jedem Fall als pathologisch zu betrachten. Der Mensch besitzt eine allgemeine Fähigkeit zum Wähnen, wie es sich z. B. in sehr leichter Form beim Aberglauben und bei unbegründeten Ängsten zeigt.
Eine private Wirklichkeitsüberzeugung wird erst klinisch als Wahn bedeutsam, wenn der Kontrast zur sozialen und kulturellen Realität sowie die subjektive Gewissheit so groß sind, dass es zur sozialen Isolation kommt und das alltägliche Leben davon bestimmt ist. Diesbezüglich stellt der symbiontische Wahn eine Ausnahme dar. Dabei werden die irrationalen Überzeugungen eines Dritten (oft einer nahen Bezugsperson) zweifelsfrei übernommen und so der Wahn von einem Teil des sozialen Umfeldes mitgetragen.
Die Themen und Inhalte eines Wahns können sehr vielfältig sein.
Häufig auftretende Formen sind:
- Beeinträchtigungswahn
- Eifersuchtswahn
- Größenwahn
- Verarmungswahn
- Verfolgungswahn
- Versündigungswahn
- Abstammungswahn

Die Wahnidee ist ein einzelner Gedanke, von dem der Betroffene fest überzeugt ist und den er nicht als unsinnig erkennt. Die Wahnideen beziehen sich dabei auf einen Wahninhalt (Verfolgung usw.) und können sich zu einem Wahnsystem zusammenfügen.
Unterschieden wird bei Wahnideen zwischen primären (nicht ableitbaren) und sekundären (ableitbaren) Wahnideen. Primäre Wahnideen entstehen plötzlich ohne Zusammenhang durch äußere Reize (Erlebnisse). Sekundäre Wahnideen entstehen durch pathologische Verarbeitung von äußeren Reizen. Dabei ist ein Zusammenhang zur Realität erkennbar, die Wahnideen sind aber inhaltlich falsch.